# Rio Vacas Gordas
O rio Vacas Gordas é um curso de água do estado de Santa Catarina.